# Letecký rychloměr

obrázek stupnice rychloměru s vyznačenými rychlostmi

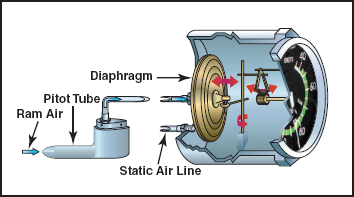
Schéma základního rychloměru

Rychloměr je přístroj, který se používá na palubách letadel pro indikaci rychlosti letadla. Jde především o rychlost vůči okolnímu vzduchu, která je významná pro pilotáž. Odlišnými způsoby se zjišťuje rychlost vůči zemi, která je významná pro navigaci.

## Rychlost vůči okolnímu vzduchu

### Princip činnosti rychloměru
Funkce přístroje je založena na Bernoulliho rovnici.
Zpravidla porovnáváme celkový a statický tlaku vzduchu v okolí letadla. Tím získáme kinetický tlak který závisí na rychlosti letu.
{\displaystyle P_{k}+P_{s}=P_{c}}
{\displaystyle P_{k}={\frac {1}{2}}\rho v^{2}}
Rychlost tedy získáme vyjádřením z předešlé rovnice:
{\displaystyle v={\sqrt {2{\dfrac {p-p_{s}}{\rho }}}}={\sqrt {2{\dfrac {p_{d}}{\rho }}}}}
K měření celkového tlaku používáme Pitotovou trubici, která je většinou umístěna v přední části letadla nebo na křídle, aby byla pokud možno v neovlivněném proudu vzduchu. Pro lety v podmínkách námrazy bývá elektricky vyhřívána. Dalším typem je Pitot-statická trubice, kde se kromě měření celkového tlaku nachází sonda pro odběr statického tlaku.
Měřícím elementem je membrána barokrabice uvnitř vlastního rychloměru. Na jednu její stranu pouštíme celkový tlak a na druhou statický tlak. Její průhyb (který je potom úměrný kinetickému tlaku a tím i rychlosti) přenášíme na ručku rychloměru. Rychloměr je cejchován podle MSA.
Rychlost lze měřit také pomocí Venturiho trubice, kdy porovnáváme statický tlak v jejím zúženém místě a vně trubice. Jejich rozdíl je úměrný rychlosti letu. Tento způsob je přesnější, ale hodí se pouze pro malé rychlosti (ve zúženém místě může dojít již při malé rychlosti letu k překročení rychlosti zvuku)

### Druhy rychlostí vůči okolnímu vzduchu a chyby jejího měření
- Přístrojová rychlost – je neopravený údaj rychloměru vestavěného v letadle. Často se nepřesně označuje jako IAS.

- Indikovaná vzdušná rychlost (IAS – Indicated airspeed) – je přístrojová rychlost opravená o přístrojovou chybu, která je daná jeho konstrukcí.

- Kalibrovaná rychlost (CAS – Calibrated airspeed) – je indikovaná rychlost opravená o polohovou chybu pitot-statické trubice, která bývá ovlivněna jinými částmi letadla.

- Ekvivalentní rychlost (EAS – Equivalent airspeed) – je kalibrovaná rychlost opravená o vliv stlačitelnosti vzduchu.

- Pravá vzdušná rychlost (TAS – True airspeed) – je rychlost letadla vůči okolnímu vzduchu. TAS je ekvivalentní rychlost opravená o vliv výšky. S rostoucí výškou klesá hustota vzduchu a proto je v nenulové výšce TAS vždy vyšší než EAS. Lze ji přímo změřit pokud opatříme rychloměr hustotní korekcí (vřadíme mezi rychloměrnou krabici a ručičku ještě jednu barokrabici na kterou budeme přivádět statický tlak a která zohlední vliv výšky).

- Machovo číslo  vyjadřuje poměr rychlosti letu vůči rychlosti zvuku. V podstatě je to jinak vyjádřená TAS.

Pro pilotáž je nejvýznamnější EAS, protože popisuje nejlépe tlakové poměry na křídle. Připomeňme, že vztlak je úměrný kinetickému tlaku (viz nahoře). Vypočteme ho buď tak, že dosadíme EAS a hustotu vzduchu na hladině moře podle MSA – 1,225 kg/m³, nebo dosazením TAS a reálné hustoty vzduchu. Např. minimální rychlost EAS je ve všech výškách stejná. Pokud by chtěl pilot řídit letadlo podle TAS, musel by si pro každou výšku pamatovat jinou minimální rychlost TAS. Rozdíl přístrojové rychlosti a EAS je nevýznamný, proto je základní rychlostí pro pilotáž přístrojová rychlost.
Pro pilotáž při velkých rychlostech, kdy se projevuje stlačitelnost vzduchu a mění se aerodynamické charakteristiky letadla, je významné Machovo číslo.
Pro letadla, která létají malými rychlostmi a v malých výškách naprosto postačuje jednoduchý rychloměr, protože EAS a TAS je téměř shodná.
U rychlých, vysoko létajících letadel, je již rozdíl mezi přístrojovou rychlostí a TAS velký a je vhodné znát i Machovo číslo. Proto se používá kombinovaný rychloměr, který má tlustou ručičku (přístrojová rychlost), tenkou ručičku (TAS) a někdy i okénko se třetí ručičkou pro Machovo číslo. Machmetr může být instalován zvlášť.

### Značení stupnice rychloměru
Stupnice bývá cejchována v km/h, uzlech (kts) nebo v mph. Většinou je doplněná barevnými oblouky.
- Bílý oblouk vyjadřuje rozsah rychlostí, kdy je možný let v přistávací konfiguraci (vysunutý podvozek a vztlakové klapky). Začíná na pádové rychlosti v přistávací konfiguraci (označuje se VSO) a končí na max. přípustné rychlosti s vysunutými vztlakovými klapkami (VFE)

- Zelený oblouk vyjadřuje bezpečný rozsah rychlostí. Začíná na pádové rychlosti bez vysunutých klapek (VS1) a končí na maximální normálně dovolené rychlosti (VNO)

- Žlutý oblouk navazuje na zelený v VNO a končí na maximální přípustné rychlosti letu (VNE),která je označená červenou radiální čarou. Při letu „ve žlutém oblouku" je nutná zvýšená pozornost a většinou není možno používat plné výchylky řízení aby nedošlo k „vylétnutí" z obálky obratů a překročení přípustného zatížení draku.

## Rychlost vůči zemi
- Traťová rychlost (GS – Ground speed) je rychlost letadla vůči zemi. Přímo ji lze měřit pomocí GPS, laseru nebo dopplerovským indikátorem rychlosti.

Rychlost vůči zemi je nutné znát pro účely navigace. Pokud letoun není vybaven prostředkem pro její přímé měření, je možné jí vypočítat z TAS a směru a rychlosti větru pomocí navigačního trojúhelníku rychlostí.